# Limnebius borealis
Limnebius borealis är en skalbaggsart som beskrevs av Perkins 1980. Limnebius borealis ingår i släktet Limnebius och familjen vattenbrynsbaggar. Inga underarter finns listade i Catalogue of Life.